# Mercedes-Benz Classe GLS
O Classe GLS é um utilitário esportivo de porte grande da Mercedes. Seu acabamento interno é em madeira com detalhes cromados. Contém Airbags dianteiros de dois estágios, laterais traseiros e de cortina. Sistema de leitor de DVD e CD Changer para 6 discos. Estofamento em couro, estribos laterais, faróis com lâmpadas de bi-xenônio e Active Light System. Também contém sistema de câmera traseira e sistema de entretenimento traseiro com duas telas de 7" e unidade de DVD com dois fones de ouvidos. Suas cores são: Metálicas: Preto Obsidian, Verde Periclasse, Azul Tanzanita, Vermelho Cameolita, Prata Cubanita, Prata Iridium e Bege Sanidine. Sólidas: Preto Formal e Branco Calcita. Especial: Marrom Perídoto. Possui sete bancos, dois a mais que o também Mercedes-Benz ML.

## Galeria
- Primeira geração (2006-2012)
- Segunda geração (2012-2019)
- terceira geração (2019-presente)